# Světlost

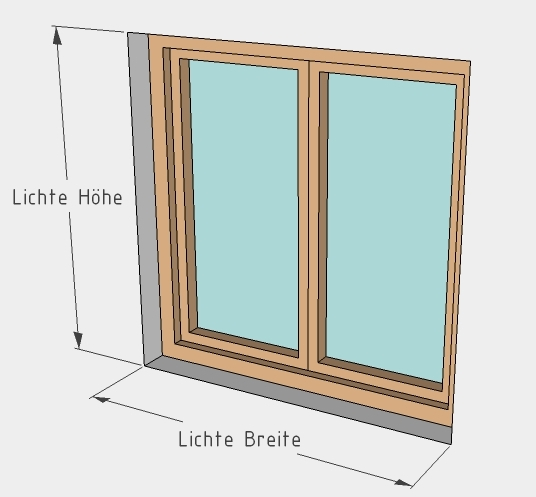
Světlé rozměry okna

Světlost je obecné technické označení vnitřních rozměrů dutých prostor. Pojem může být chápán jako nadřazený k definici světlé výšky či světlé šířky. 
U mostů je světlost mostního otvoru definována jako vodorovná kolmá vzdálenost mezi vnitřními líci podpěr. Světlost je tedy logicky vždy menší než rozpětí mostu. Ve stavebnictví obecně pak světlost označuje prostor, do něhož nezasahují žádné sloupy či jiné podpěry. Ve strojírenství a stavebnictví se u trubních vedení používá označení DN (Diamètre Nominal) – v kombinaci s číslem vyjadřující počet milimetrů, např. DN 200 – v české terminologii je pojem uváděn jako jmenovitá světlost.